# 長崎敏音
長崎 敏音（ながさき としお、1888年 - 不詳）は、日本の土木技術者、都市計画家。

## 経歴
福井県に生まれる。1898年、工手学校土木科卒業後、福井県、つづいて千葉県に勤務した。1906年、東京市に移籍。月島や芝浦などの埋立事業と河川の改修工事に従事。また、工手学校の教授を務める。
1918年、内務省に都市計画課が設置された際、招請されて六大都市の都市計画に参画。1919年、都市計画実行に移すため、名古屋市土木課長に転出、第一期街路築造事業として六大幹線の計画を樹立し実施する。これは同市の新都市としての計画の噂失となった。
その後、呉市土木課長に転じ、呉港海陸連絡工事などにあたる。1923年には、豊橋市土木課長に招かれ、その後技師長、工務課長、水道部長を兼任、同市の土木、都市計画、営繕事業の推進に尽くした。これにより「豊橋市の長崎」の異名をとる。
街路工事執行に当たって議会との間に軋轢が生じたため、豊橋市に「去り状」を投げつけ、市民へ辞任の挨拶を述べて1936年に退職した。

## 著書
- 『実用和洋河工学』（1912年）
- 『土木工学便覧（上・下）』（1930、1931年）

長崎は多彩な執筆をした人で、学術雑誌には200件もの著述をしている。